# フアン・パントーハ・デ・ラ・クルス
フアン・パントーハ・デ・ラ・クルス（Juan Pantoja de la Cruz、1553年 - 1608年10月26日）はスペインの肖像画家である。
フェリペ2世とフェリペ3世の宮廷画家を務め、多くの宮廷の人々の肖像画を描いた。

## 略歴
カスティーリャ王国のバリャドリッドで生まれた。非常に若い時期にマドリードに移り、フェリペ2世の宮廷画家アロンソ・サンチェス・コエリョ(1531/1532-1588)の弟子になった。1587年に結婚し、1588年に、サンチェス・コエリョが亡くなると師匠の工房を継承した。1592年と1594年に後に国王になる皇太子時代のフェリペ3世の肖像画を描いた。1594年頃に描かれた黒いマントと帽子をかぶったフェリペ2世の肖像画も良く知られている。1596年にカスティーリャ王フェリペ2世の宮廷画家(Pintor de Cámara)の称号を得た。1598年にフェリペ2世が亡くなり、フェリペ3世が即位した後、宮廷の肖像画家となり、多くの王族、貴族の肖像画を残した。またフェリペ3世の王妃、マルガレーテ・フォン・エスターライヒの注文で宗教的な題材の作品も描いた。現在プラド美術館に収蔵されている『聖母の誕生』（El nacimiento de la Virgen、1603年作）のような宗教画には補助的な人物として、マルガレーテ・フォン・エスターライヒの母親とその娘たちが描かれている。天井画や静物画も描いたとされるが現存していない。
1601年から1606年の間、宮廷がバリャドリッドに移り、1606年に再びマドリードに宮廷が移るのに従って活動場所を変え、1608年にマドリードで没した。

## 作品

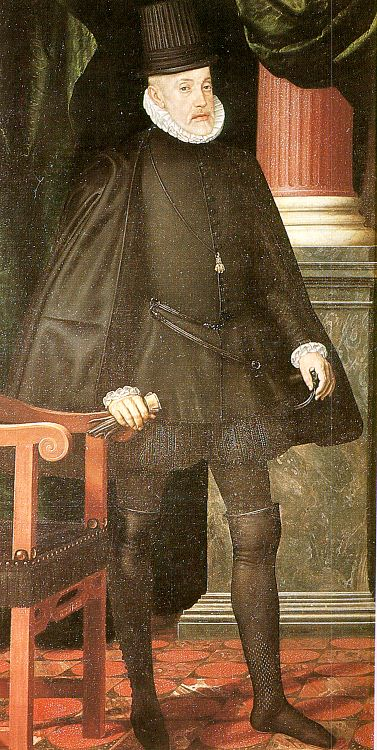
フェリペ2世
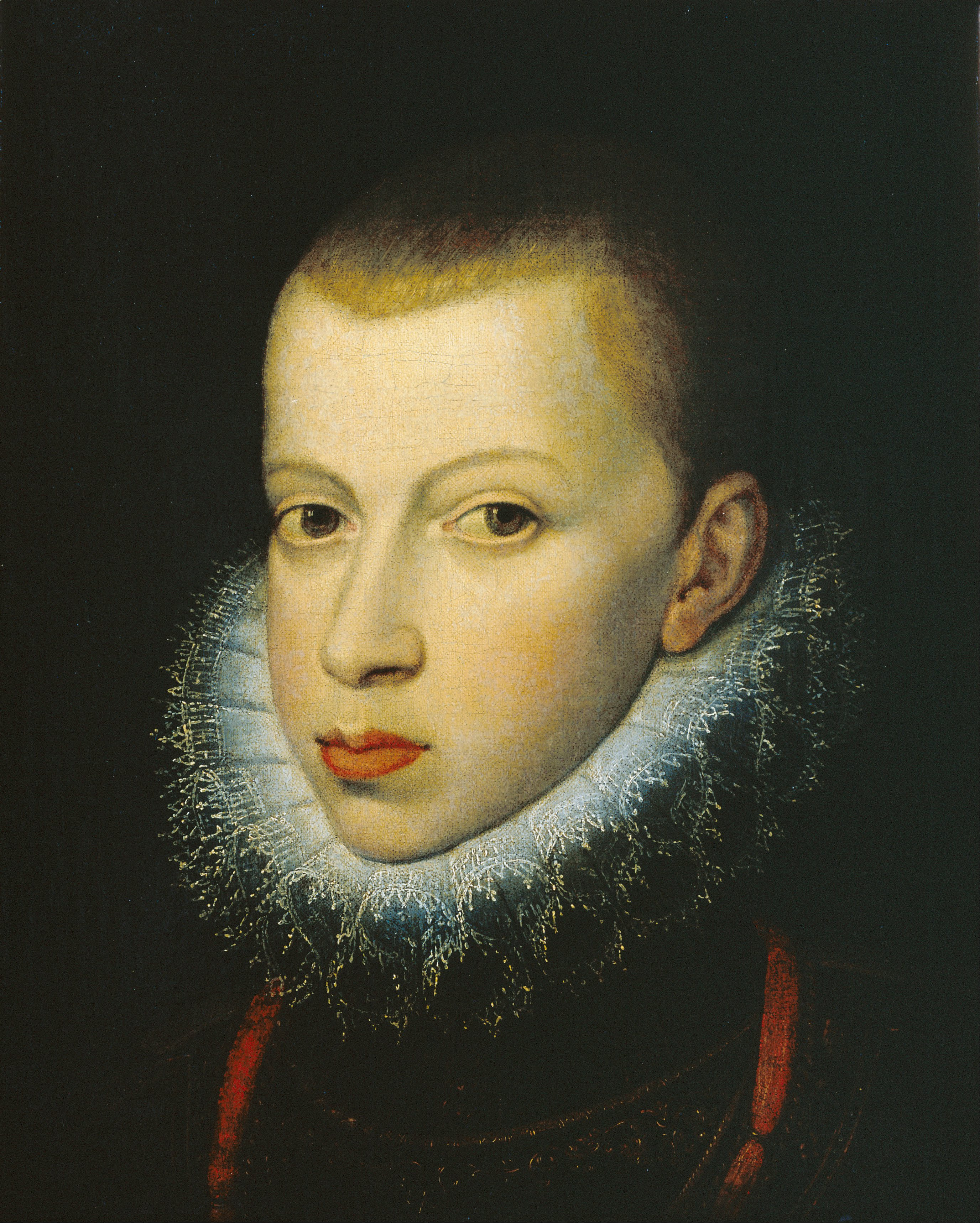
皇太子時代のフェリペ3世
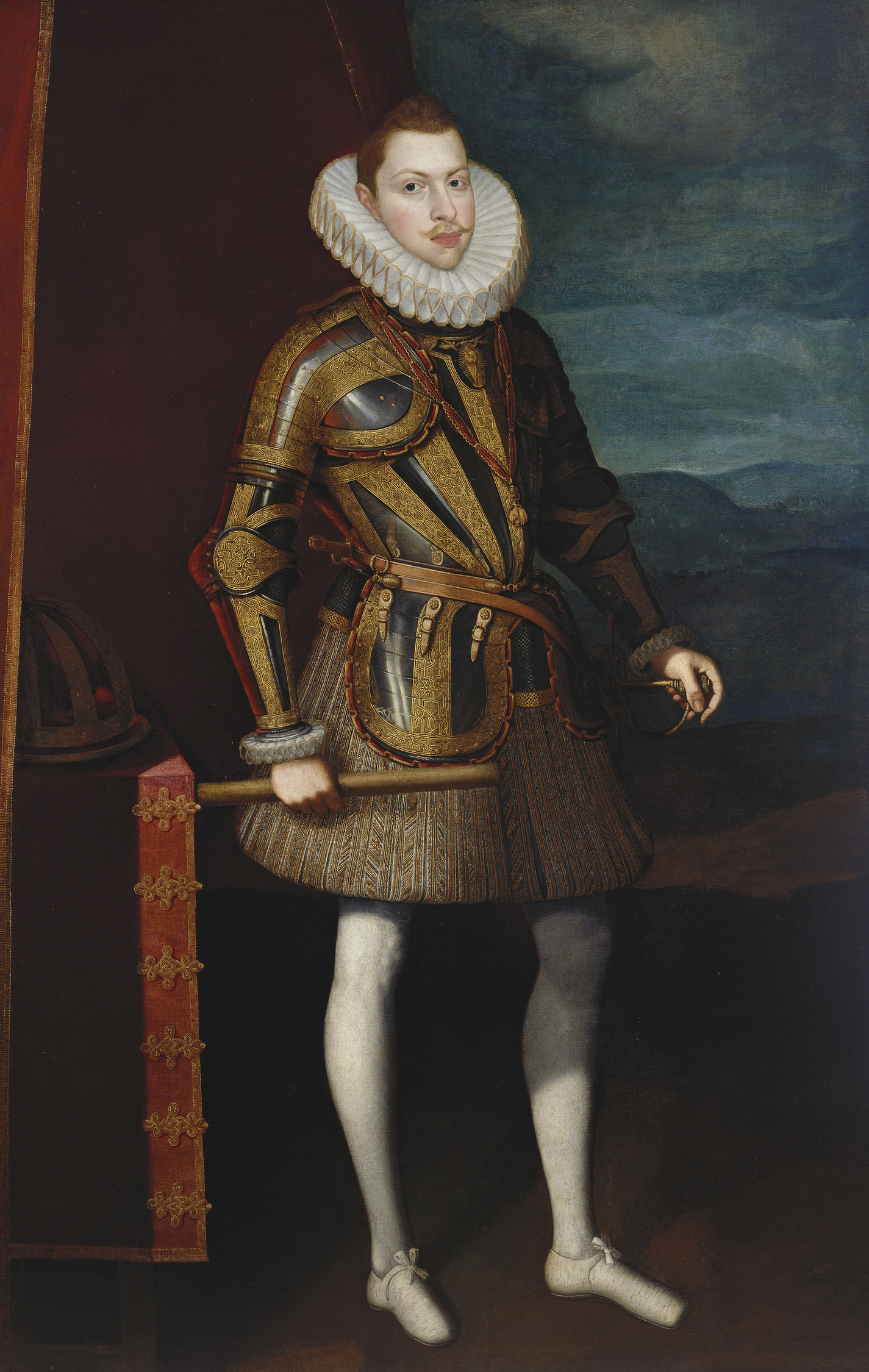
フェリペ3世
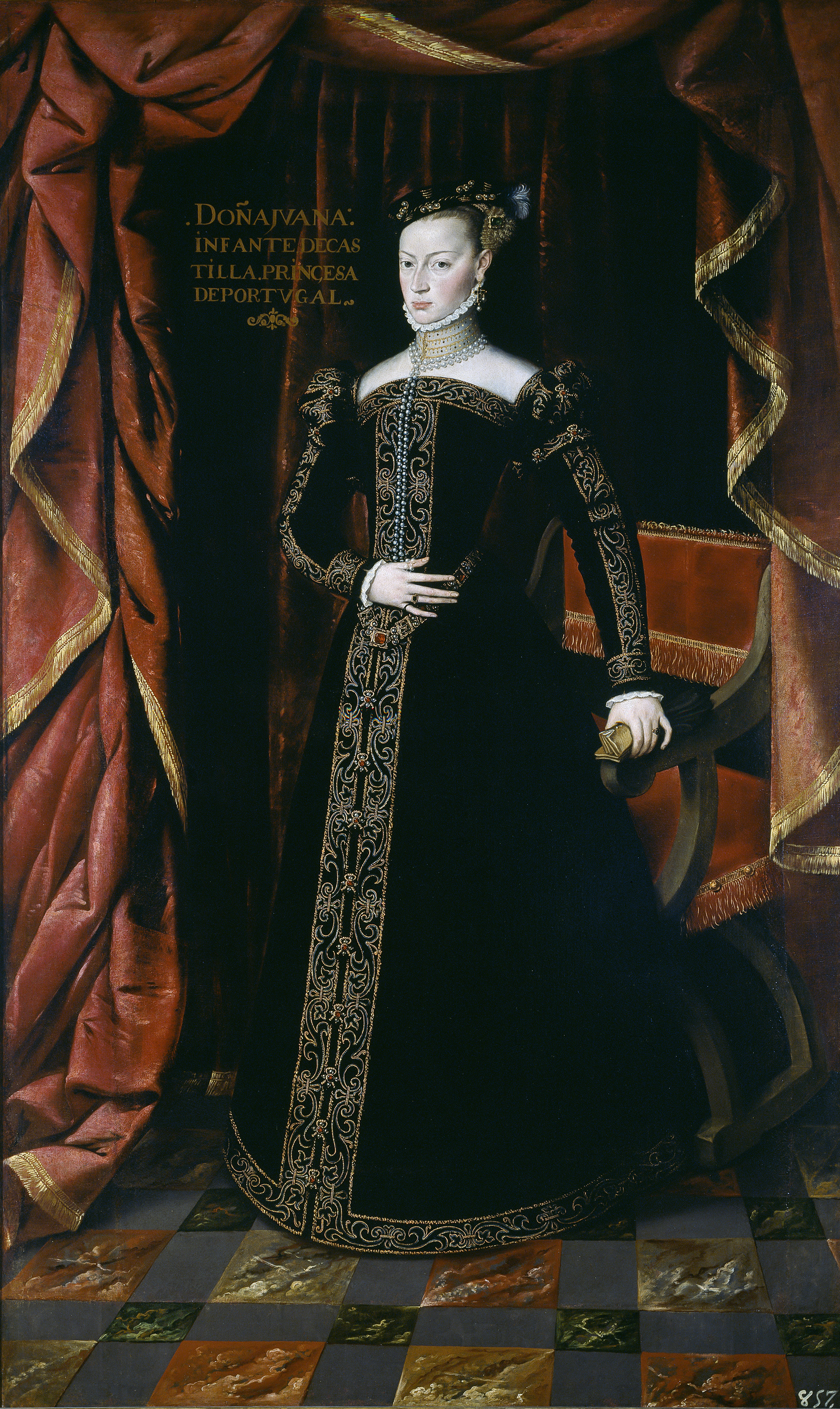
フアナ・デ・アウストリア プラド美術館蔵
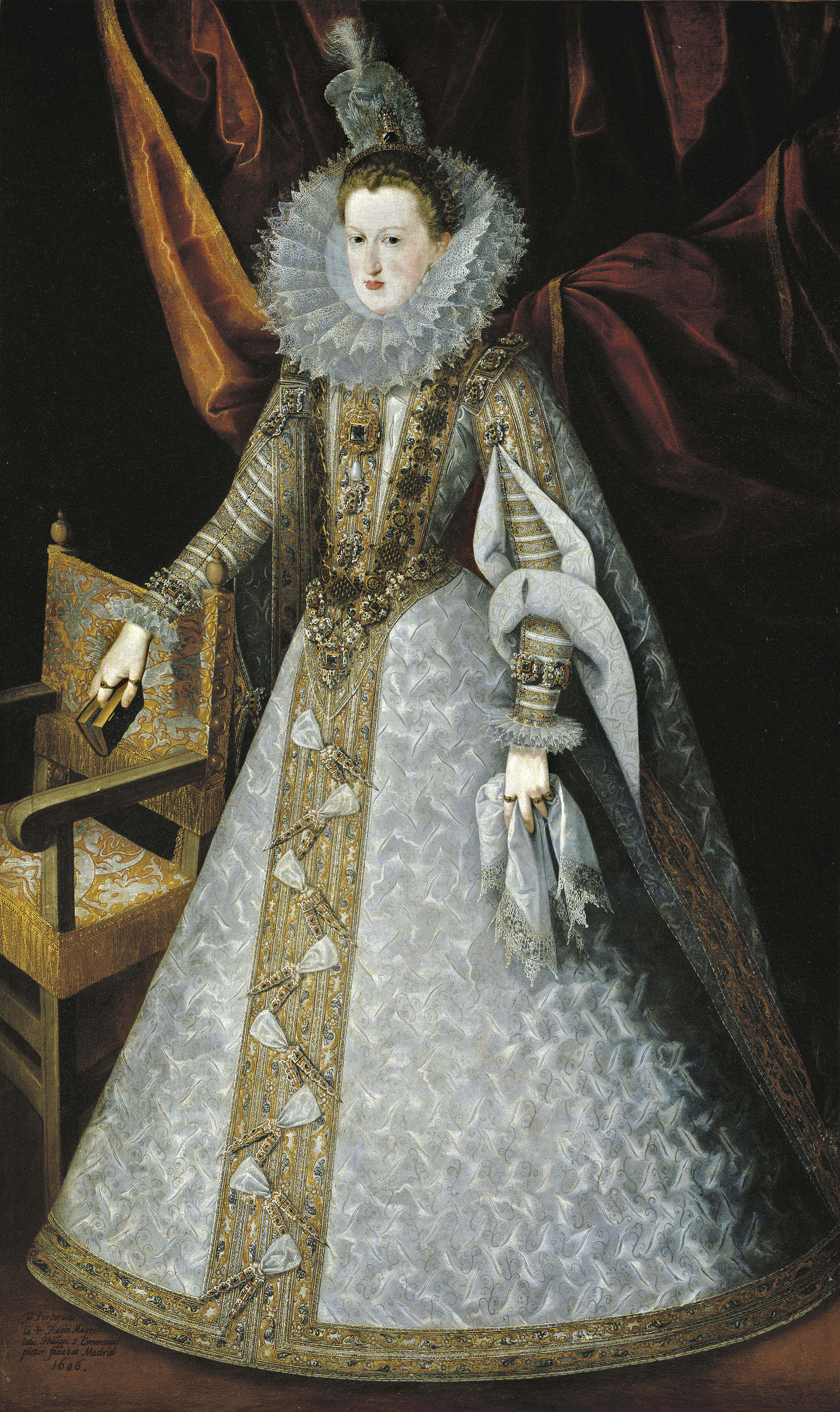
マルガレーテ・フォン・エスターライヒ(1606) プラド美術館蔵
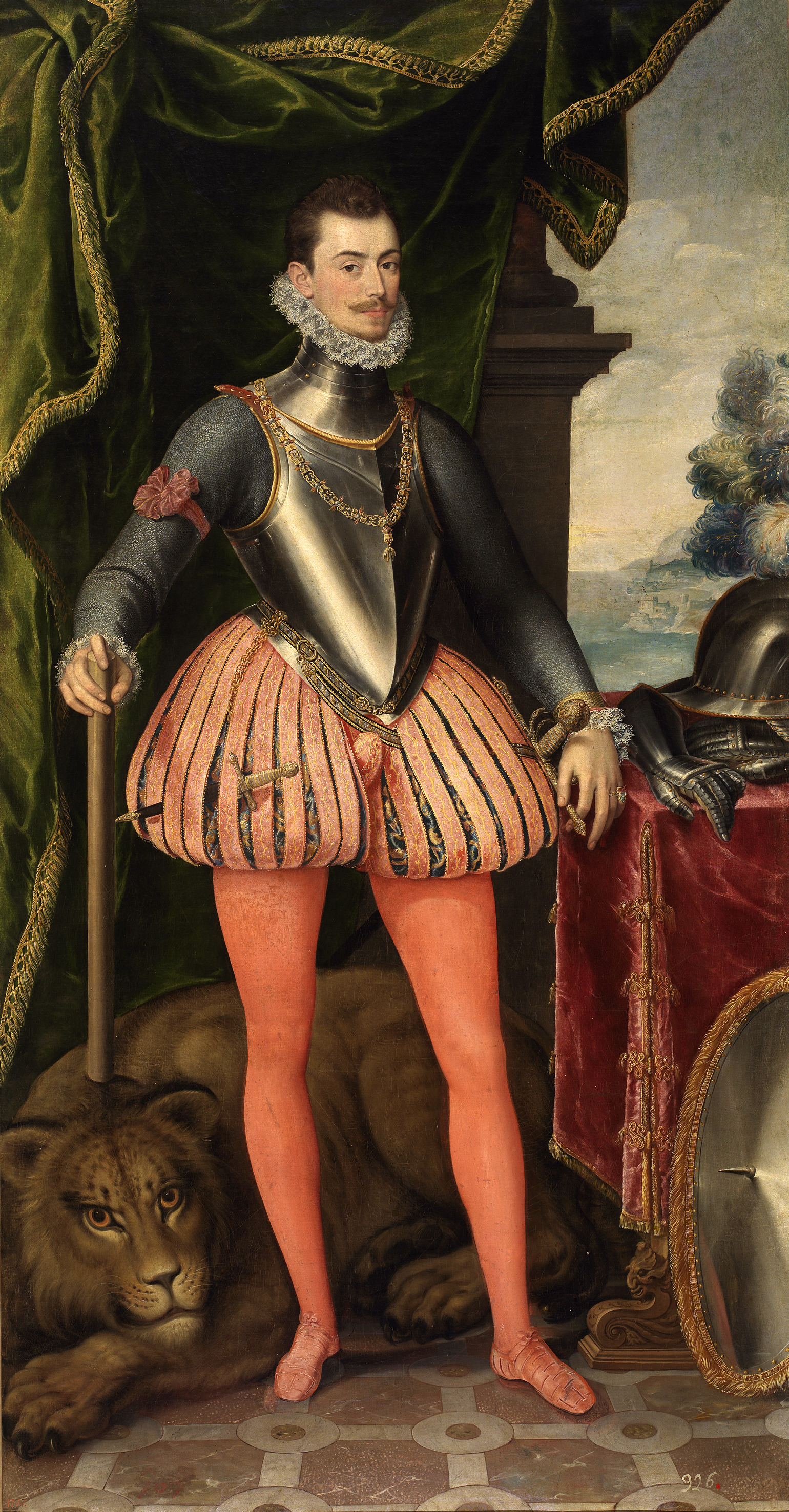
ドン・フアン・デ・アウストリア、パントーハ・デ・ラ・クルス作とされている
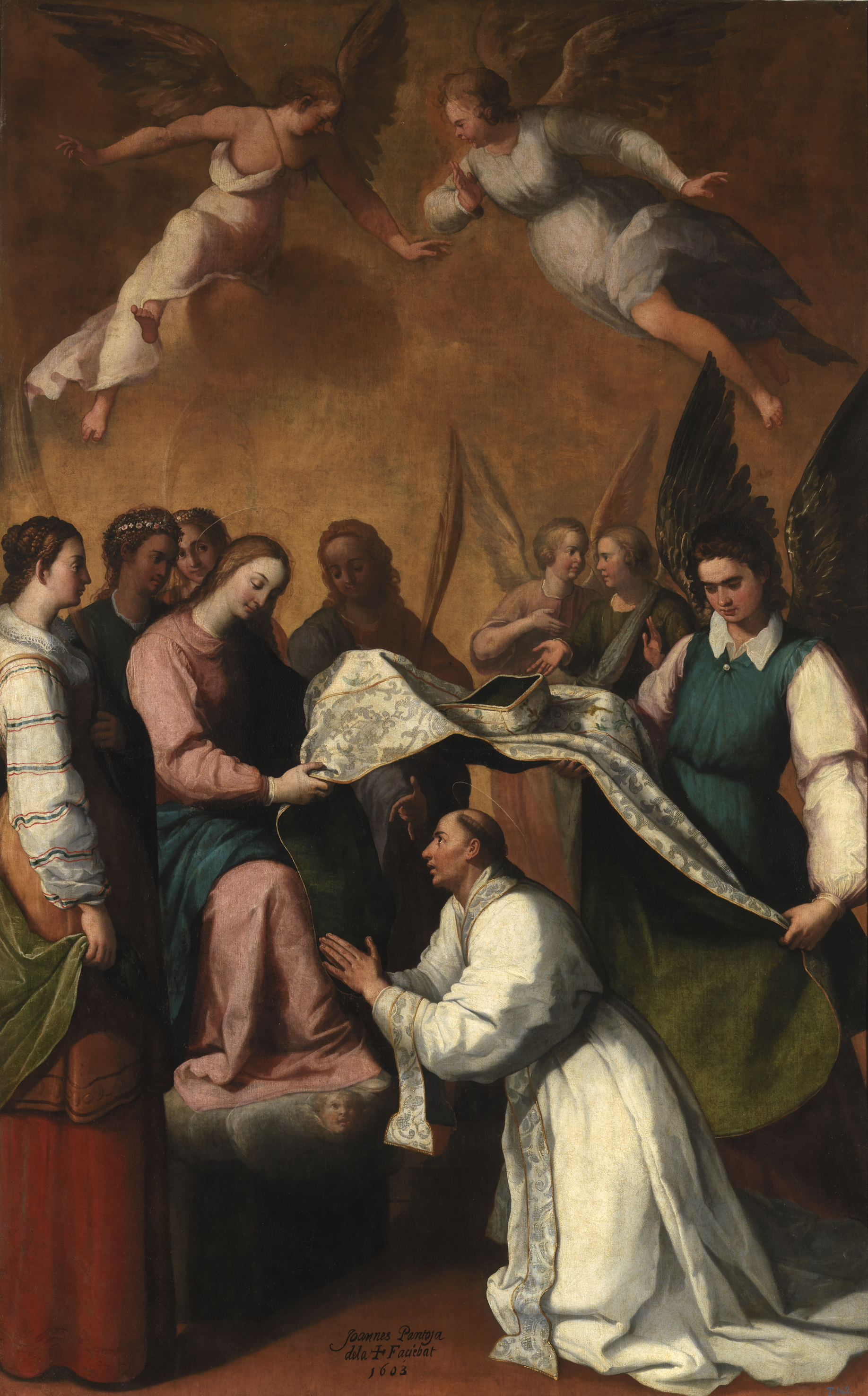
イルデフォンソに祭衣が与えられる(1603) プラド美術館蔵
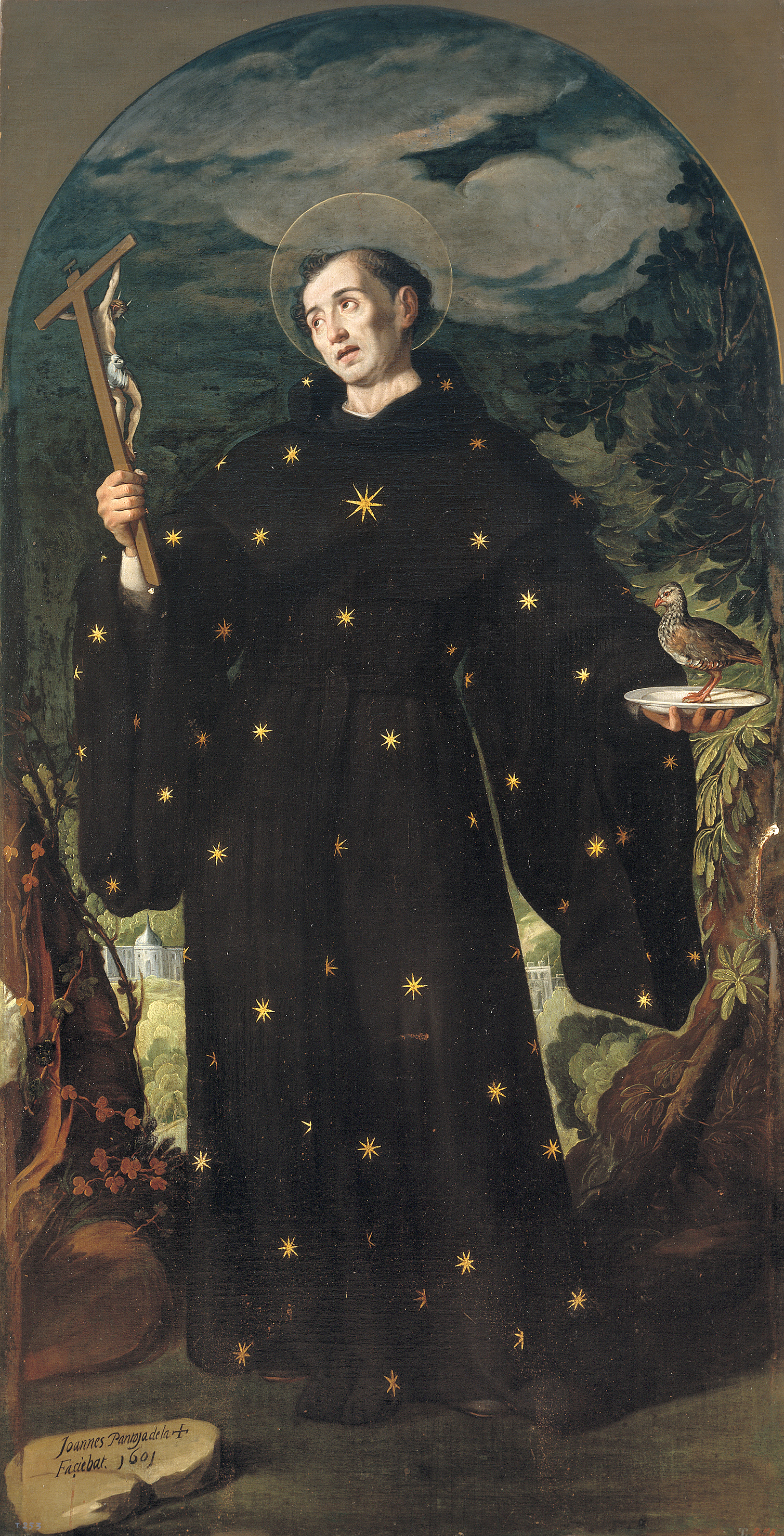
トレンティーノの聖ニコラウス